# Aljaksej Schamarau

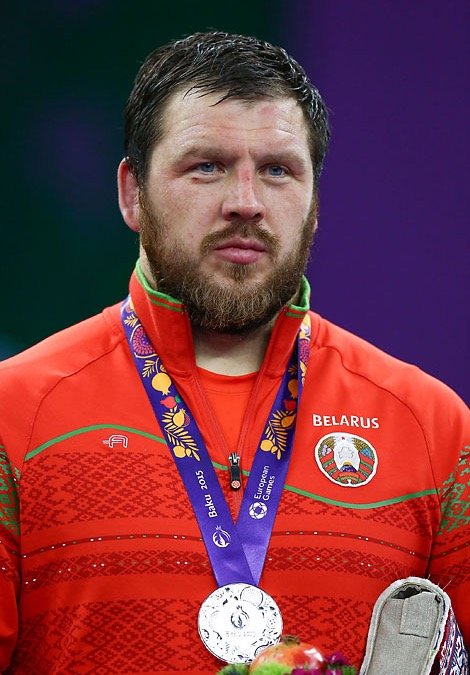
Aljaksej Schamarau, 2017

Aljaksej Schamarau (belarussisch Аляксей Шамараў, russisch Алексей Николаевич Шемаров Alexei Nikolajewitsch Schemarow; * 16. September 1982 in Kaliningrad, Russische SFSR, UdSSR) ist ein belarussischer, früher für Russland startender, Ringer. Er wurde 2011 Weltmeister im freien Stil im Schwergewicht.

## Werdegang
Aljaksej Schamarau wuchs in Russland auf, begann im Jahre 1999 mit dem Ringen und startete bis zum Jahre 2008 für einen Ringerclub in Kaliningrad. Seit 2009 startet er für Belarus. Er wird seit dieser Zeit von seinem älteren Bruder Alexander Schemarow trainiert. Der 1,88 Meter große Athlet ging bis 2006 im Halbschwergewicht auf die Matte und startet seit 2007 im Schwergewicht. Während seiner Zeit beim russischen Ringerverband nahm er zwar an einigen sehr wichtigen internationalen Ringerturnieren teil, kam aber bei keiner internationalen Meisterschaft zum Einsatz. 2008 wurde er russischer Vizemeister hinter Bachtijar Achmedow, aber noch vor Biljal Machow. Zurzeit ist Ringen auch sein Beruf. Aljaksej Schamarau ist ein sehr wendiger Ringer, der mit einem Körpergewicht von 115 kg das zulässige Gewicht von 120 kg gar nicht ganz ausreizt. 
Seine erste Teilnahme bei einer internationalen Meisterschaft war dann die an der Weltmeisterschaft 2009 in Herning/Dänemark für Belarus. Er siegte dort über den Chinesen Shitao Song, verlor aber seinen nächsten Kampf gegen Tervel Dlagnev aus den Vereinigten Staaten und belegte den 10. Platz. Bei der Europameisterschaft 2010 in Baku gewann er dann seine erste Medaille. Er besiegte dort Əli İsayev, Aserbaidschan und Dániel Ligeti aus Ungarn, unterlag aber gegen Biljal Machow. Im Kampf um die Bronzemedaille bezwang er Bartłomiej Bartnicki aus Polen nach Punkten. Bei der Weltmeisterschaft dieses Jahres in Moskau bezwang er zunächst den starken Türken Fatih Çakıroğlu, unterlag dann aber gegen Olympiasieger Artur Taymazov aus Usbekistan. In der Trostrunde kam er zu einem Sieg über Wadym Tassoew, Ukraine, nach einer weiteren Niederlage gegen Əli İsayev schied er aber aus und kam auf den 11. Platz.
Sehr erfolgreich verlief für Aljaksej Schamarau das Jahr 2011. Bei der Europameisterschaft in Dortmund kämpfte er sich mit Siegen über Ioannis Arzoumanidis, Griechenland, Simas Asačiovas, Litauen und Camaləddin Məhəmmədov aus Aserbaidschan in das Finale, in dem er aber gegen Fatih Çakıroğlu knapp nach Punkten verlor (1:2 Runden, 3:3 Punkte). Der ganz große Erfolg gelang ihm dann bei der Weltmeisterschaft in Istanbul. Er siegte dort über Nick Matuhin, Deutschland (2:0 Runden, 3:0, 3:2 Punkte), Fatih Çakıroğlu, Dawit Modsmanaschwili, den nach einer zweijährigen Dopingsperre wieder startberechtigten Georgier, Tervel Dlagnev und im Finale auch über Biljal Machow (2:0 Runden, 2:0 Punkte) und wurde damit Weltmeister.
Bei den Olympischen Spielen 2012 in London war seine Teilnahme nicht von Erfolg gekrönt. Aljaksej Schamarau gewann dort zwar seinen ersten Kampf gegen den gewiss nicht schlechten Dániel Ligeti, verlor aber schon seinen nächsten Kampf gegen Tervel Dlagnev. Da dieser das Finale nicht erreichte, konnte er auch nicht in der Trostrunde weiterringen und belegte nur den 8. Platz. Durch zwei Disqualifizierungen gedopter Athleten wurde seine Platzierung nachträglich auf Rang 6 korrigiert.

## Internationale Erfolge
| Jahr | Platz | Wettbewerb                                               | Gewichtsklasse | Ergebnis |
| 2004 | 2.    | Welt-Cup-Turnier in Baku                                 | Halbschwer     | hinter Heorhij Tibilow, Russland, vor Nik Fekete, USA u. Duschin, Ukraine                                                                                             |
| 2005 | 3.    | "Dan-Kolow"-Memorial in Sofia                            | Halbschwer     | hinter Xetaq Qazyumov, Russland und Dimitar Kumtschew, Bulgarien |
| 2006 | 3.    | "Iwan-Yarigin"-Memorial in Krasnojarsk                   | Halbschwer     | hinter Xetaq Qazyumov und Schamil Gitinow, beide Russland |
| 2006 | 5.    | Golden-Grand-Prix in Baku                                | Halbschwer     | hinter Giorgi Gogschelidse, Georgien, Alireza Heidari, Iran, Nurschan Katajew, Kasachstan und Əldar Atakişiyev, Aserbaidschan                                         |
| 2007 | 1.    | "Iwan-Yarigin"-Memorial in Krasnojarsk                   | Schwer         | vor Əli İsayev, Innokenti Zilkow und Alexei Woronin, alle Russland |
| 2007 | 3.    | Welt-Cup-Turnier in Krasnojarsk                          | Schwer         | hinter Alireza Rezaei, Iran u. Tolly Thompson, USA, vor Bachtijar Achmedow, Russland und Oleg Kalagov, Usbekistan                                                     |
| 2007 | 1.    | "Stepan-Sarkisjan"-Memorial in Tiflis                    | Schwer         | vor Innokenti Zilkow, Dawit Modsmanaschwili, Georgien und Ruslan Bassijew, Armenien                                                                                   |
| 2008 | 2.    | Intern. Turnier in Kiew                                  | Schwer         | hinter Marid Mutalimow, Kasachstan, vor Əli İsayev, Aserbaidschan, Ruslan Bassijew, Armenien und David Musuľbes, Slowakei                                             |
| 2009 | 1.    | Großer Preis von Deutschland in Dortmund                 | Schwer         | vor Rajeev Tomar, Indien, Bartłomiej Bartnicki und Radosław Jankowski, beide Polen                                                                                    |
| 2009 | 10.   | WM in Herning/Dänemark                                   | Schwer         | mach einem Sieg über Shitao Song, Volksrepublik China und einer Niederlage gegen Tervel Dlagnev, USA                                                                  |
| 2010 | 1.    | Golden-Grand-Prix in Krasnojarsk                         | Schwer         | vor Fatih Çakıroğlu, Türkei, Kiril Gotowzew und Alan Dschampajew, beide Russland                                                                                      |
| 2010 | 3.    | EM in Baku                                               | Schwer         | nach Siegen über Əli İsayev, Aserbaidschan und Dániel Ligeti, Ungarn, einer Niederlage gegen Biljal Machow, Russland und einem Sieg über Bartłomiej Bartnicki         |
| 2010 | 10.   | Golden-Grand-Prix in Baku                                | Schwer         | Sieger: Fatih Çakıroğlu vor Tervel Dlagnev, Lewan Berianidse, Georgien und Əli İsayev                                                                                 |
| 2010 | 11.   | WM in Moskau                                             | Schwer         | nach einem Sieg über Fatih Çakıroğlu, einer Niederlage gegen Artur Taymazov, Usbekistan, einem Sieg über Wadym Tassoew, Ukraine und einer Niederlage gegen Əli İsayev |
| 2011 | 3.    | "Dave-Schultz"-Memorial in Colorado Springs              | Schwer         | hinter Steve Mocco und Aaron Ansprach, beide USA, vor Alan Chugajew, Russland und Arjan Bhullar, Kanada                                                               |
| 2011 | 1.    | "Alexander-Medwed"-Turnier in Minsk                      | Schwer         | vor Marid Mutalimow, Kasachstan, Tervel Dlagnev und Taha Akbun, Türkei                                                                                                |
| 2011 | 2.    | EM in Dortmund                                           | Schwer         | nach Siegen über Ioannis Arzoumanidis, Griechenland, Simas Asačiovas, Litauen und Camaləddin Məhəmmədov, Aserbaidschan und einer Niederlage gegen Fatih Çakıroğlu     |
| 2011 | 2.    | "Givi Kartozija & Wachtang Balawadse"-Memorial in Tiflis | Schwer         | hinter Dawit Modsmanaschwili, vor Giorgi Sakandelidse und Lewan Berianidse, alle Georgien                                                                             |
| 2011 | 2.    | "Wacław-Ziółkowski"-Memorial in Posen                    | Schwer         | hinter Fardin Masoumi Valadi, Iran, vor Dániel Ligeti und Tervel Dlagnev                                                                                              |
| 2011 | 1.    | WM in Istanbul                                           | Schwer         | nach Siegen über Nick Matuhin, Deutschland, Fatih Çakıroğlu, Dawit Modsmanaschwili, Tervel Dlagnev und Biljal Machow                                                  |
| 2012 | 2.    | Welt-Cup in Baku                                         | Schwer         | hinter Tervel Dlagnev, vor Camaləddin Məhəmmədov und Komeil Ghasemi, Iran                                                                                             |
| 2012 | 3.    | Grand-Prix von Spanien in Madrid                         | Schwer         | hinter Komeil Ghassemi und Dániel Ligeti |
| 2012 | 6.    | OS in London                                             | Schwer         | nach einem Sieg über Dániel Ligeti und einer Niederlage gegen Tervel Dlagnev                                                                                          |

## Erläuterungen
- alle Wettbewerbe im freien Stil
- WM = Weltmeisterschaften, EM = Europameisterschaften
- Halbschwergewicht, Gewichtsklasse bis 96 kg, Schwergewicht, bis 120 kg Körpergewicht